# Susana Chávez
Pour les articles homonymes, voir Susana et Chávez.
Susana Chávez (5 novembre 1974 - 6 janvier 2011) est une poétesse mexicaine et militante des droits des femmes qui est née et a vécu la majeure partie de sa vie dans sa ville natale de Ciudad Juárez.
Elle est l'auteur de la phrase « Ni una mujer menos, ni una muerta más » : « Pas une femme de moins, pas une morte de plus », qui a inspiré le mouvement « Pas une de moins » (Ni una menos), qui a été utilisée par les organisations de défense des droits civils et leurs partisans qui luttent pour améliorer le sort des femmes à Ciudad Juárez et pour mettre fin à une vague d'assassinats visant spécifiquement les femmes depuis 1993.
Elle a été retrouvée assassinée et mutilée dans le quartier Colonia Cuauhtémoc de la ville de Ciudad Juárez. L'identification des restes a eu lieu le 11 janvier de cette année. Elle avait 36 ans.

## Vie et activité professionnelle
Susana Chávez a commencé à écrire de la poésie quand elle avait onze ans. Elle a participé régulièrement à divers festivals littéraires, à la fois à Ciudad Juárez et dans d'autres forums culturels à travers le Mexique.

## Assassinat
Chávez a été étranglée dans sa ville natale de Ciudad Juárez, probablement le 6 janvier 2011. Selon un communiqué publié par la mère de Chávez, sa fille allait rendre visite à quelques amis mais n'a pas atteint sa destination. Dans la matinée du 6 janvier 2011, son corps et ses mains coupées ont été trouvés. Sa tête était couverte d'un sac noir. Le 10 janvier, la famille de Chávez a identifié le corps, mais cette information n'a été divulguée que le lendemain lorsqu'il a été annoncé que trois individus avaient été arrêtés pour leur implication présumée dans l'assassinat.
Le procureur général de l'État de Chihuahua, Carlos Manuel Salas, a déclaré que l'assassinat de Chávez n'était pas lié à son rôle d'activiste. Selon Salas, Chávez avait malencontreusement rencontré un groupe de jeunes qui étaient sortis « pour s'amuser », et étaient sous l'influence de drogues et d'alcool.